# Anna Erslev
Anna Erslev (15. november 1862 i Aarhus – 18. marts 1919 i København) var en dansk forfatterinde, datter af Edvard Erslev.
Anna Erslev har foruden børnebøger, en kort oversigt over verdenslitteraturen, kunsthistorien og en populær musikhistorie skrevet et par mindre, æstetiske arbejder (først under pseudonymet Anna Borch) Hvorfor? (1888), Stille Kamp (1888), Gamle Historier (1895).
Ulige mere værdi end disse har en afhandling om danske historiske skuespil, også af bibliografisk
interesse; den findes som indledning foran det lyriske folkedrama Kong Valdemar (1890).
Hun er begravet på Gentofte Kirkegård.